# Aviogenex
Aviogenex (Cirílico serbio: Авиогенекс) fue una aerolínea chárter serbia y yugoslava con base en el Aeropuerto de Belgrado-Nikola Tesla. Operaba vuelos chárter regulares y ad hoc, así como servicios wet lease.

## Historia
Aviogenex tuvo más de 40 años de experiencia operando vuelos chárter, sub-chárter y acuerdos de wet lease. Fue fundada el 21 de mayo de 1968 como una división de transporte aéreo de Generalexport, una empresa dedicada al comercio exterior e interior, turismo y transporte aéreo. El 30 de abril de 1969, Aviogenex operó su primer vuelo de Belgrado al Aeropuerto de Düsseldorf usando un Tupolev Tu-134. En 1983, Aviogenex incorporó sus dos primeros Boeing 727-200 provenientes de la Fuerza Aérea Yugoslava.
Los últimos Tu-134 de la flota fueron retirados a principios de los años 90.  En 1990, la aerolínea transportó a 633.932 pasajeros, con 10 aeronaves (5 Boeing 727 y 5 Boeing 737) alcanzando 17.000 horas de vuelo al año. Desde 1991, Aviogenex se orientó al arrendamiento de aeronaves y tripulaciones, alcanzando más de 40,000 horas de vuelo. En este período, operó en Europa, África, Medio y Lejano Oriente y Sudamérica. En 2010, reanudó vuelos bajo su propio nombre utilizando un Boeing 737-200 Advanced.
En febrero de 2015, se anunció que Aviogenex cesaría operaciones y sería liquidada al no lograr el gobierno atraer inversores para la aerolínea.

## Servicios
Los servicios de Aviogenex incluían:
- Operaciones chárter internacionales y nacionales
- Arrendamiento de aeronaves con o sin tripulación y personal técnico (wet o dry lease)
- Transferencia de tecnología/saber hacer y apoyo logístico
- El Departamento de Ingeniería AGX daba mantenimiento a los Boeing 727-200 y Boeing 737-200 Adv hasta nivel “B-check” y operaba instalaciones de mantenimiento (talleres) para uso propio y de terceros
- Aviogenex contaba con un Centro de Entrenamiento aprobado por el Ministerio de Transporte de la República de Serbia para la formación de su personal de vuelo y de tierra, tripulación de cabina y de cabina de mando
- Transporte de carga y cargas especiales
- Arreglos de transporte ad hoc para propósitos especiales (giras artísticas, partidos de fútbol, vuelos VIP, etc.)

## Antiguos destinos

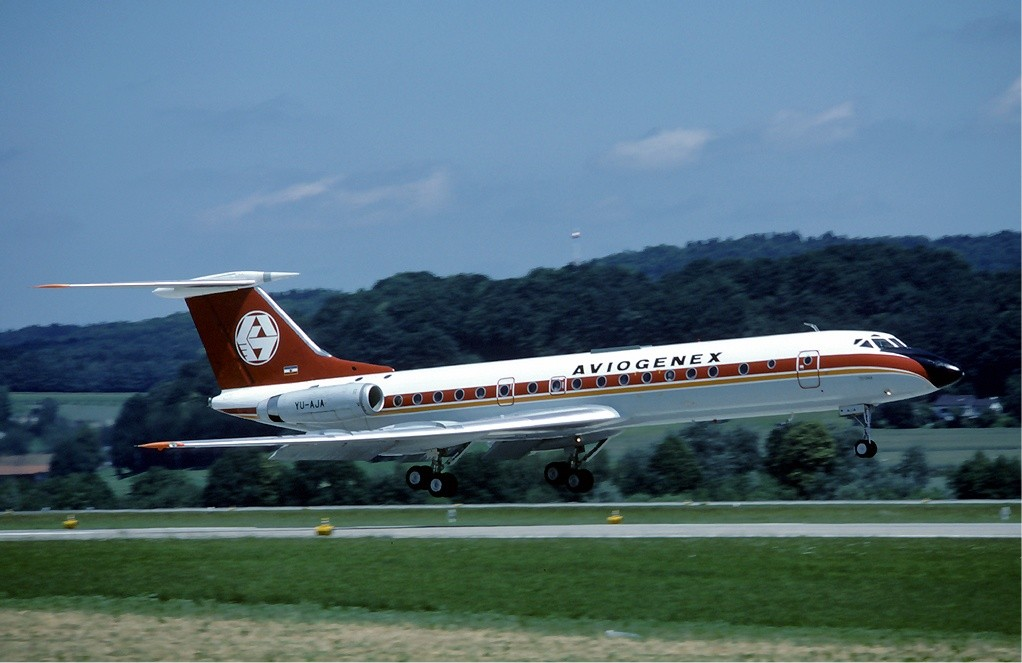
Tupolev Tu-134 en el Aeropuerto de Zúrich en 1982

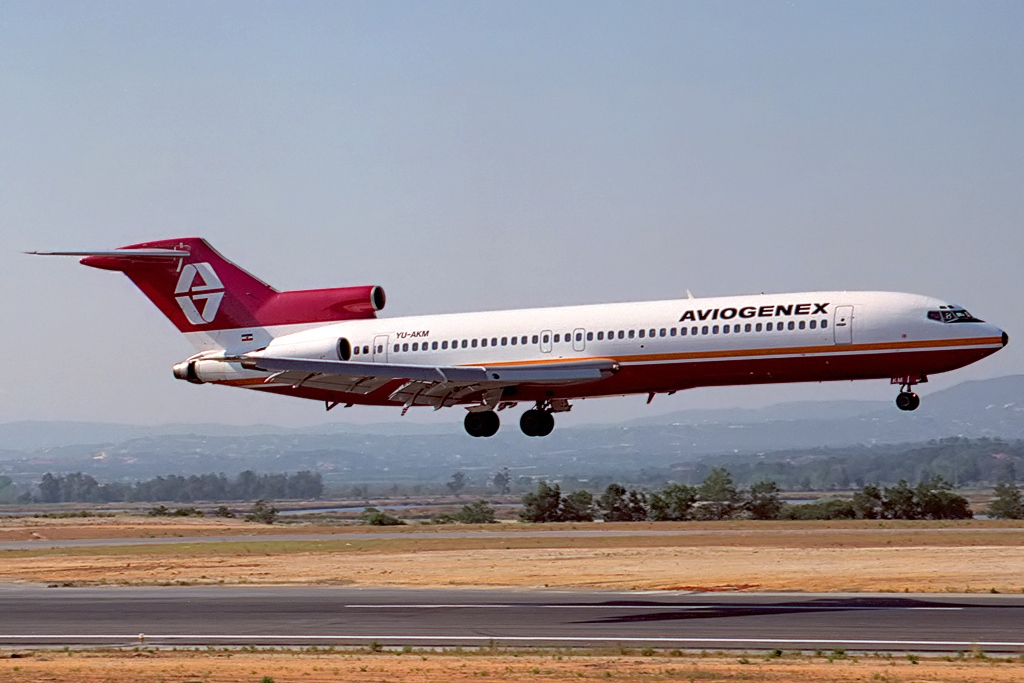
Boeing 727-200 en el Aeropuerto de Faro en los años 80

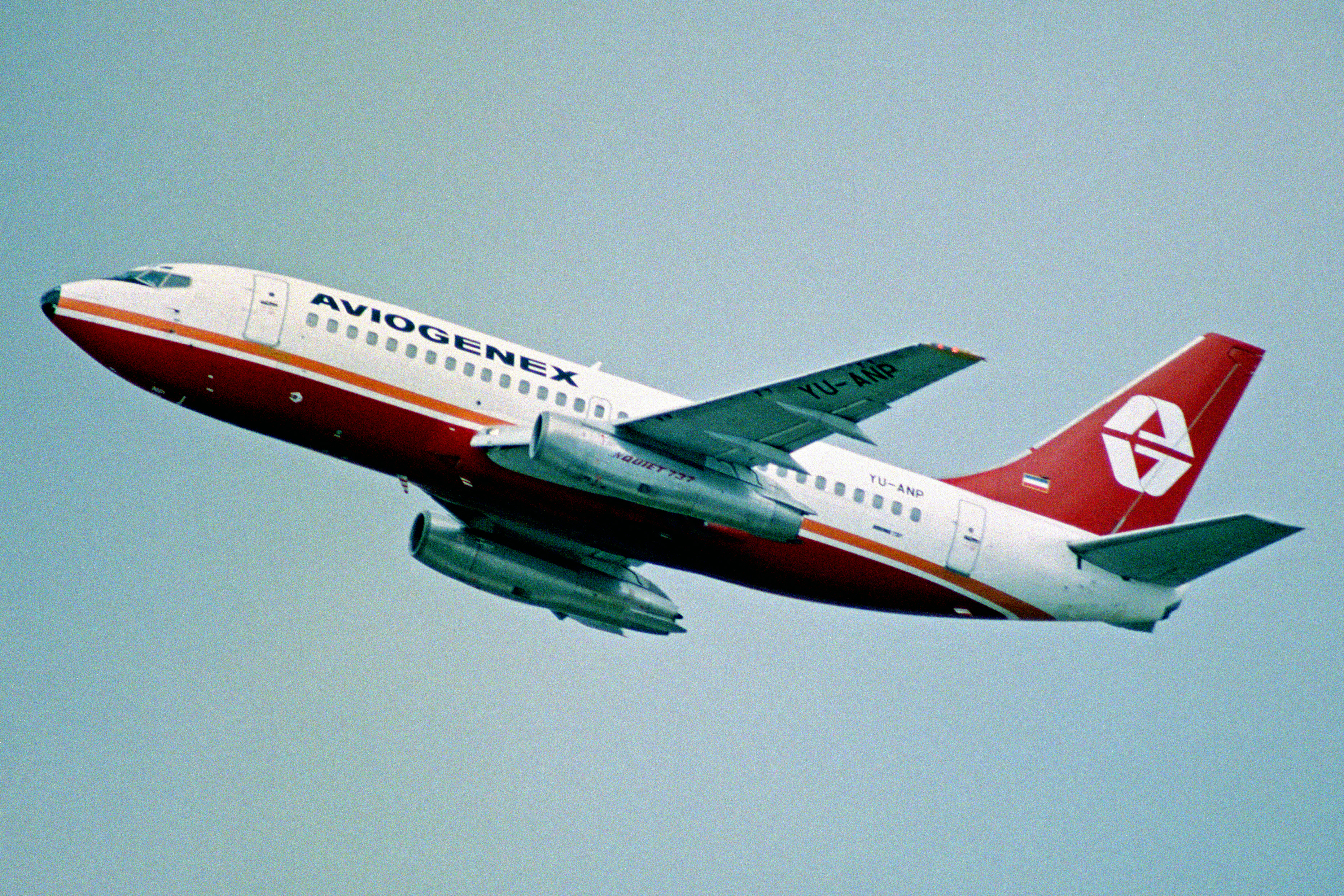
Boeing 737-200 en el Aeropuerto de Zúrich en 1999

Aviogenex operaba servicios chárter a los siguientes destinos turísticos:
| Países   | Destinos          | Aeropuertos                                                     |
| África   | África            | África                                                          |
| -------- | ----------------- | --------------------------------------------------------------- |
| Egipto   | Hurgada           | Aeropuerto Internacional de Hurghada                            |
| Egipto   | Sharm el-Sheij    | Aeropuerto Internacional de Sharm el-Sheij                      |
| Túnez    | Monastir          | Aeropuerto Internacional de Monastir-Habib Burguiba             |
| Túnez    | Yerba             | Aeropuerto Internacional de Yerba-Zarzis                        |
| Asia     |                   |                                                                 |
| Jordania | Aqaba             | Aeropuerto Internacional Rey Husein                             |
| Turquía  | Antalya           | Aeropuerto de Antalya                                           |
| Turquía  | Dalaman           | Aeropuerto de Dalaman                                           |
| Europa   |                   |                                                                 |
| Chipre   | Lárnaca           | Aeropuerto Internacional de Lárnaca                             |
| España   | Barcelona         | Aeropuerto Josep Tarradellas Barcelona-El Prat                  |
| España   | Palma de Mallorca | Aeropuerto de Palma de Mallorca                                 |
| Grecia   | Corfú             | Aeropuerto Internacional de Corfú-Ioannis Kapodistrias          |
| Grecia   | Cos               | Aeropuerto Internacional de Kos-Hipócrates                      |
| Grecia   | Heraclión         | Aeropuerto Internacional de Heraclión Nikos Kazantzakis         |
| Grecia   | Préveza           | Aeropuerto Nacional Aktion                                      |
| Grecia   | Rodas             | Aeropuerto Internacional de Rodas-Diágoras                      |
| Grecia   | Santorini         | Aeropuerto Nacional de Santorini-Thira                          |
| Grecia   | Scíathos          | Aeropuerto Internacional de Scíathos - Alexandros Papadiamantis |
| Grecia   | Zante             | Aeropuerto Internacional de Zante                               |
| Serbia   | Belgrado          | Aeropuerto de Belgrado-Nikola Tesla (HUB)                       |

## Flota histórica
La flota histórica incluyó doce Túpolev Tu-134, siete Boeing 737-200 y cinco Boeing 727-200.
| Aeronaves      | Total | Introducido | Retirado | Matrículas                                                                              |
| -------------- | ----- | ----------- | -------- | --------------------------------------------------------------------------------------- |
| Boeing 727-200 | 5     | 1983        | 2006     | YU-AKR, YU-AKO, YU-AKD, YU-AKH y YU-AKM                                                 |
| Boeing 737-200 | 7     | 1989        | 2014     | YU-ANX, YU-ANY, YU-ANZ, YU-AOF, YU-AOG, YU-ANP, YU-ANP y YU-ANU                         |
| Túpolev Tu-134 | 12    | 1969        | 1990     | YU-AHI, YU-AHH, YU-AHS, YU-AHZ, YU-AHY, YU-AHX, YU-AJV, YU-AJW, YU-ANE, YU-AJA y YU-AJD |

## Incidentes y accidentes
- El 23 de mayo de 1971, un Tupolev Tu-134A de Aviogenex (matrícula YU-AHZ) se estrelló en la aproximación al Aeropuerto de Rijeka, ubicado en la isla de Krk, debido a un aterrizaje brusco en condiciones meteorológicas adversas,[9][10] provocando la muerte de 78 personas y dejando cinco sobrevivientes. Entre las víctimas se encontraba el poeta croata Josip Pupačić con su esposa e hija.[cita requerida]
- El 2 de abril de 1977, un Tupolev Tu-134A de Aviogenex (matrícula YU-AJS) se estrelló en la aproximación al Aeropuerto de Libreville, en Gabón. Se trataba de un vuelo de carga; murieron 6 tripulantes y 2 pasajeros, sin sobrevivientes.[11]
- El 22 de febrero de 1998, mientras operaba para Chanchangi Airlines de Nigeria, un Boeing 737-200 de Aviogenex (matrícula YU-ANU) fue destruido por un incendio en el Aeropuerto de Kaduna, Nigeria. La aeronave fue utilizada para entrenamiento de despegue rechazado, realizando cuatro rechazos en 12 minutos (en las condiciones de Kaduna, una sola práctica requería un periodo de enfriamiento de al menos diez minutos). Una rueda se incendió por sobrecalentamiento y la aeronave se quemó por completo. No hubo víctimas fatales.[12]